# Portugal nos Jogos Paralímpicos de Verão de 2012
Portugal participou dos Jogos Paralímpicos de Verão de 2012, em Londres, na Grã-Bretanha.O país competiu representado por 30 paratletas.

## Medalhistas
| Atleta                               | Esporte   | Evento                   | Medalha |
| ------------------------------------ | --------- | ------------------------ | ------- |
| Armando Costa José Macedo Luís Silva | Bocha     | Pares mistos - BC3       | Prata   |
| Lenine Cunha                         | Atletismo | Salto em distância - F20 | Bronze  |
| José Macedo                          | Bocha     | Individual misto - BC3   | Bronze  |

## Desempenho

### Bocha
| Atleta               | Evento         | Fase de Grupos/ Eliminatória | Fase de Grupos/ Eliminatória | 16 Avos              | Oitavas de final     | Quartas de final       | Semifinal                                    | 3°lugar Final                                  | 3°lugar Final |
| Atleta               | Evento         | Adversário Resultado         | Pos                          | Adversário Resultado | Adversário Resultado | Adversário Resultado   | Adversário Resultado                         | Adversário Resultado                           | Pos           |
| -------------------- | -------------- | ---------------------------- | ---------------------------- | -------------------- | -------------------- | ---------------------- | -------------------------------------------- | ---------------------------------------------- | ------------- |
| João Paulo Fernandes | Individual BC1 | bye                          | bye                          | bye                  | HKG M. Leung V 6-1   | NOR R. Aandalen D 3-3* | Disputa pelo 5º-8º lugares: KOR M. Kim V 3-2 | Disputa pelo 5º-6º lugares: CHN Q. Zhang V 3-2 | 5º            |

### Natação
Masculino
| Atletas       | Evento               | Preliminares | Preliminares | Final       | Final       |
| Atletas       | Evento               | Marca        | Posição      | Marca       | Posição     |
| ------------- | -------------------- | ------------ | ------------ | ----------- | ----------- |
| David Grachat | 50 metros livre - S9 | 27s18        | 11º          | Não avançou | Não avançou |
| David Grachat | 50 metros livre - S9 | 4min24s10 Q  | 5º           | 4min21s94   | 6º          |